# Colocleora ochriplaga
Colocleora ochriplaga là một loài bướm đêm trong họ Geometridae.